# Totò nella luna
Totò nella luna è un film del 1958 diretto da Steno. Costituisce una parodia dei film di fantascienza sulla conquista dello spazio popolari all'epoca, tra i quali Uomini sulla Luna del 1950 e L'invasione degli Ultracorpi del 1956.

## Trama
Il fattorino Achille Paoloni impiegato presso Soubrette, piccola casa editrice del cavaliere Pasquale Belafronte, ha scritto un romanzo di fantascienza che spera inutilmente di fare pubblicare attraverso l'aiuto dell'ostile cavaliere.
Scienziati statunitensi nel frattempo vengono a conoscenza del fatto che Achille ha nel sangue una sostanza adatta per i voli spaziali, il glumonio, eredità dell'inusuale allattamento a base di latte di scimmia quando era neonato.
Quando due inviati dell'FBI si presentano in ufficio per proporre ad Achille una missione spaziale, questi pensa che siano rappresentanti editoriali venuti per pubblicare il suo romanzo oltreoceano. Il cavalier Pasquale, venuto a conoscenza della cosa, si rimangia anni di insulti e ostilità verso il povero Achille e fa di tutto per pubblicare il romanzo a proprie spese, acconsentendo perfino alle nozze tra il giovane e sua figlia Lidia. Ben presto però si rende conto che si è trattato di un abbaglio: gli USA non vogliono affatto lanciare "Il razzo nello spazio" (ossia pubblicare il romanzo), ma lanciare un razzo nello spazio, cioè far atterrare sulla Luna il giovane in persona, conteso peraltro anche da una misteriosa potenza straniera guidata dallo scienziato interplanetario tedesco Von Braut e dalla bellissima spia Tatiana.
I piani delle due potenze rivali vengono ostacolati da strani extraterrestri (gli Anellidi) che inviano sulla terra due "cosoni", copie identiche di Pasquale e Achille in modo che siano loro ad essere spediti sulla Luna in modo che gli umani in realtà falliscano; ciò per evitare che la conquista dello spazio da parte degli umani pregiudichi il pacifico equilibrio tra i popoli alieni. Pasquale ed il "cosone" di Achille vengono rapiti dai tedeschi, messi in una camera di ibernazione e lanciati nello spazio in un razzo, ma ne perdono il controllo. A salvare Pasquale intervengono gli Anellidi, che riescono a prendere il controllo del razzo e a farlo atterrare sulla Luna.
Un Anellide appare a Pasquale, il quale fa domanda di essere riportato indietro, volendo salvarsi e non preoccupare i suoi cari. L'anellide gli mostra che sulla Terra il vero Achille ha fatto fortuna in America scrivendo racconti di fantascienza e ha messo su famiglia con Lidia, e nessuno sente la mancanza di Pasquale dato che il suo "cosone" ha preso il suo posto e va dietro alla domestica come farebbe lui. Costretto sulla Luna per il resto della sua vita, Pasquale riesce almeno a convincere l'Anellide a trasformare il "cosone" di Achille in una donna attraente.

## Produzione
Il film venne girato interamente a Roma presso gli studi della De Laurentiis Cinematografica; venne distribuito nelle sale italiane nel novembre 1958.

## Critica
Il soggetto ha qualche originalità e qualche interessante annotazione di costume (i primi passi delle pubblicazioni "vietate ai minori" ed il riferimento ad una già diffusa stampa di fantascienza), ma, ovviamente, il film finisce col diventare veicolo per la dirompente comicità di Totò, assecondato, qui, con intelligenza da un giovane Tognazzi e da una schiera di bravi caratteristi.»
(Fantafilm)

## Citazioni e riferimenti
La pellicola è una parodia dei film di genere sulla conquista dello spazio - tra cui il celebre Uomini sulla Luna del 1950 - ed è stata vista come la risposta in chiave comica a La morte viene dallo spazio di Paolo Heusch, distribuito nello stesso anno, generalmente indicato come il primo film italiano di fantascienza, in quanto girato con intento drammatico e non farsesco.
I "cosoni", che si vedono nel film, hanno la primordiale forma di "fagioloni germinatori", richiamo parodistico ai "baccelloni" del classico della fantascienza statunitense L'invasione degli Ultracorpi (1956) di Don Siegel, distribuito in Italia l'anno precedente (1957) dalla Lux Film.